# Völklingen
Völklingen er en by i Regionalverband Saarbrücken, delstaten Saarland, i det vestlige Tyskland.
Byen er berømt for sit gamle jernstøberi. Støberiet er det eneste tilbageværende intakte jernstøberi af den serie støberier som blev bygget i Europa og Nordamerika i slutningen af det 19. og begyndelsen af det 20. århundrede. Jernstøberiet fylder et areal på 6 ha. Støberiet er først for nylig holdt op med at producere.
Støberiet har været på UNESCOs verdensarvsliste siden 1994.